# Grbavi kit
Grbavi kit (lat. Megaptera novaeangliae) je vrsta kita koja pripada u porodicu brazdenih kitova. Poznati su po svojim pjesmama i po neobično dugim prsnim perajama. Rašireni su u gotovo svim morima svijeta.

## Osobine
Odrasle jedinke dugačke su 12-16 metara i teže oko 36 tona. Ljeti se hrane u polarnim morima i skupljaju zalihe masti za zimu, tijekom koje migriraju u tropske vode kako bi se razmnožavali. Spolnu zrelost ženke dosežu s 5, a mužjaci sa 7 godina. Vjeruje se da im je životni vijek od 40 do 80 godina.
Izgled grbavih kitova je prepoznatljiv. Tamne su boje, a na leđima imaju grbu i malenu leđnu peraju. Bijele šare na repu jedinstvene su za svaku jedinku, što znanstvenicima pomaže u identifikaciji. Imaju najdulje prsne peraje u porodici kitova.
Hrane se krilom i manjim ribama. Love tako da jato ošamute udarcima repom o površinu vode, ili radeći zid od mjehurića oko jata kako ono ne bi moglo pobjeći. Kao i svi kitovi usani, potom ustima zagrabe veliku količinu vode i ribe i filtriraju je usima.

## Odnos s ljudima
U prošlosti su bili žestoko izlovljavani, no 1966. godine su zaštićeni. Te godine postojalo je oko 5.000 jedinki, dok ih danas ima oko 80.000. Danas su popularna turistička atrakcija zbog svoje znatiželje zbog koje se približavaju brodovima i spektakularnih skokova iz vode.

## Pjesme
Grbavi kitovi poznati su po svojim pjesmama koje pjevaju mužjaci. Tijekom nekoliko sati izmjenjuju pjesme koje pojedinačno traju oko 20 minuta. Iz godine u godinu nastaju nove melodije. Razlog zbog kojeg pjevaju nije poznat.
Pjesma snimljena na Aljaski 1999. godine: 